# Jewhen Prysjaschnjuk
Jewhen Prysjaschnjuk (ukrainisch Євген Присяжнюк; * 29. November 1985) ist ein ehemaliger ukrainischer Naturbahnrodler. Er nahm im Einsitzer und im Doppelsitzer von 2005 bis 2008 an Weltcuprennen teil und startete bei zwei Europameisterschaften.

## Karriere
Jewhen Prysjaschnjuk nahm ab 2001 an Wettkämpfen im Naturbahnrodeln teil und startete ab dem Winter 2004/2005 im Weltcup, wo er von Beginn an sowohl an Einsitzer- als auch an Doppelsitzerrennen teilnahm. Im Einsitzer bestritt er in der Saison 2004/2005 vier Weltcuprennen, bei denen der 28. Platz bei seinem Debüt am 9. Januar 2005 in Unterammergau die beste Platzierung war. Im Gesamtklassement belegte er den 44. Platz. Im Doppelsitzer nahm er zusammen mit Juri Harzula ebenfalls an vier Weltcuprennen teil. Nachdem sie in ihrem ersten Rennen in Unterammergau einen Ausfall erlitten, kamen sie in den weiteren drei Rennen nur als Letzte ins Ziel, belegten im Gesamtweltcup aber dennoch den 12. Platz von insgesamt 19 Doppelsitzerpaaren, die in diesem Winter Weltcuppunkte gewannen. Auch in der Saison 2005/2006 startete Jewhen Prysjaschnjuk zusammen mit Juri Hartsula im Doppelsitzer. Wie die gesamte ukrainische Mannschaft nahmen sie in diesem Winter nur an den ersten drei Weltcuprennen teil, erzielten als Letzte bzw. Vorletzte zwei zehnte und einen 13. Platz und wurden im Gesamtweltcup Zehnte. Im Einsitzer war wie schon im letzten Jahr ein 28. Platz, diesmal in Olang, Prysjaschnjuks bestes Ergebnis und obwohl er ein Rennen weniger als im Vorjahr bestritt, konnte er sich im Gesamtweltcup um sieben Plätze auf Rang 37 verbessern, womit er unmittelbar vor seinem Doppelsitzerpartner Juri Hartsula bester der vier Ukrainer im Einsitzer wurde. Nachdem Jewhen Prysjaschnjuk zwar für die Weltmeisterschaft 2005 in Latsch gemeldet war, dort aber nicht startete, bestritt er bei der Europameisterschaft 2006 in Umhausen seine ersten Titelkämpfe. Im Einsitzer fuhr er auf den 34. Platz von 43 Rodlern und im Doppelsitzer mit Juri Hartsula auf den 13. und vorletzten Platz.
In der Saison 2006/2007 nahm Jewhen Prysjaschnjuk wieder an vier Weltcuprennen im Einsitzer teil und erreichte zu Saisonende in Moos in Passeier zwei 25. Plätze, wodurch er sich im Gesamtweltcup auf Rang 31 steigern konnte und diesmal vier Punkte hinter Witalij Sacharow Zweitbester der ukrainischen Mannschaft war. Im Doppelsitzer bestritt er nach dem Karriereende seines bisherigen Partners Juri Hartsula drei Weltcuprennen mit Oleksandr Serb. Mit einem zwölften und zwei 14. Plätzen kam sie nur als Letzte oder Vorletzte ins Ziel und belegten im Gesamtweltcup Rang 15. An der Weltmeisterschaft 2007 nahm Prysjaschnjuk nicht teil, da der ukrainische Verband keine Sportler in das kanadische Grande Prairie entsendete. Die Weltcupsaison 2007/2008 war Prysjaschnjuks letzte und die einzige, in der er an allen sechs Weltcuprennen, sowohl im Einsitzer als auch im Doppelsitzer, teilnahm. Im Einsitzer fuhr er fünfmal unter die schnellsten 30 und erreichte als beste Resultate zwei 25. Plätze im zweiten Rennen von Umhausen und im ersten Rennen von Železniki. Im Gesamtweltcup konnte er sich dadurch weiter steigern und mit Platz 27 sein bestes Gesamtergebnis erreichen, womit er zum zweiten Mal der bestplatzierte Ukrainer war. Im Doppelsitzer startete Prysjaschnjuk in diesem Winter mit dem sieben Jahre jüngeren Marjan Husner, der zum ersten Mal an Weltcuprennen im Doppelsitzer teilnahm. Sie erzielten einen zehnten und fünf elfte Plätze, womit sie mit zwei Punkten Vorsprung auf ihre Landsmänner Witalij Sacharow und Ihor Senjuk den neunten Gesamtrang unter 18 Doppelsitzerpaaren erreichten. Bei seiner letzten Großveranstaltung, der Europameisterschaft 2008 in Olang, blieb Prysjaschnjuk relativ erfolglos. Im Einsitzer kam er als 31. nur auf den drittletzten Platz und im Doppelsitzer mit Marjan Husner belegte er den 14. und letzten Rang.

## Sportliche Erfolge

### Europameisterschaften
- Umhausen 2006: 34. Einsitzer, 13. Doppelsitzer (mit Juri Hartsula)
- Olang 2008: 31. Einsitzer, 14. Doppelsitzer (mit Marjan Husner)

### Weltcup
- Einmal unter den besten 30 im Einsitzer-Gesamtweltcup
- Zweimal unter den besten 10 im Doppelsitzer-Gesamtweltcup
- Zehn Top-30-Platzierungen in Einsitzer-Weltcuprennen
- Drei Top-10-Platzierungen in Doppelsitzer-Weltcuprennen